# عمر بوگل
عمر بوگل (انگلیسی: Omar Bogle؛ زادهٔ ۲۶ ژوئیهٔ ۱۹۹۳) بازیکن فوتبال اهل بریتانیا است.
از باشگاه‌هایی که در آن بازی کرده‌است می‌توان به باشگاه فوتبال پیتربورو یونایتد، باشگاه فوتبال پورتسموث، باشگاه فوتبال ویگان اتلتیک، باشگاه فوتبال گریمزبی تاون، باشگاه فوتبال بیرمنگام سیتی، و باشگاه فوتبال کاردیف سیتی اشاره کرد.
وی همچنین در تیم ملی فوتبال England C بازی کرده‌است.